# Carcelia occidentalis
Carcelia occidentalis là một loài ruồi trong họ Tachinidae.